# 沃尔佩利诺
沃尔佩利诺（義大利語：Volpeglino），是意大利亚历山德里亚省的一个市镇。总面积3.22平方公里，人口173人，人口密度53.7人/平方公里（2009年）。ISTAT代码为006189。